# Agrotera albalis
Agrotera albalis is een vlinder (nachtvlinder) uit de familie grasmotten (Crambidae). De wetenschappelijke naam van deze soort is voor het eerst geldig gepubliceerd in 2003 door Koen V. N. Maes.
De soort komt voor op het West-Afrikaanse eiland Principe.